# شبه جزيرة مسندم
شبه جزيرة مسندم هي شبه جزيرة تقع في الشرق الأوسط وتُشرف على مضيق هرمز، وتتكون من محافظة مسندم في سلطنة عمان والقسم الشمالي من رأس الخيمة في دولة الامارات العربية المتحدة

## جغرافيا

### الموقع الجغرافي
تحتل شبه جزيرة مسندم موقعا متميزا جعل منها مطمعا لعدة قوى قديماً وحديثاً، فهي مع مضيق هرمز تعتبر بوابة بحرية خارجية للخليج العربي تصله بالهند والمحيط الهندي.

### التضاريس
معظم شبه جزيرة مسندم يتكون من جبال يصل ارتفاعها إلى 2000 مترا، ومنطقة سهل ساحلي ضيق، يتسع كلما اتجهنا جنوباً إلى رأس الخيمة الإماراتية.

## التاريخ

### التاريخ القديم
كانت المنطقة قديماً منطقة غير مستقرة، وتوالى عليها غزو الامبراطوريات الفارسية مثل الامبراطورية الأخمينية والامبراطورية الساسانية، ثم تراجعت هذه الامبراطوريات حتى وصل العهد الإسلامي.

### العهد الإسلامي
تم تكليف رسل لتوصل الدعوة إلى عمان والبحرين، واستجاب أهل المنطقتين ودخلوا في الإسلام، وظلت المنطقة في ظل الإسلام تشهد ازدهارا وخاصة في العهد الأموي من ثم العهد العباسي، ولكن لم يصل النفوذ العثماني إلى المنطقة.

### العصر الحديث
- في العصر الحديث توالى الاحتلال على المنطقة، ففي البداية وصل الغزو البرتغالي الذي دمر المنطقة بعد أن كانت مركز ملاحة عالمي آنذاك.
- ثم ظهرت قوة جديدة هي دولة اليعاربة وطردت الغزو البرتغالي للخليج واحتلت منطقة شبه الجزيرة.
- ثم جاء الاستعمار البريطاني.
- وبعد انسحاب الاستعمار البريطاني تم تكوين دولة الإمارات لكن لم تنضم رأس الخيمة إلى دولة الإمارات آنذاك.
- في عام 1972م انضمت إمارة رأس الخيمة إلى دولة الإمارات العربية المتحدة.
- تمت تسوية الحدود الإماراتية العمانية بصورة رسمية.

## التقسيم
شبه جزيرة مسندم مقسّم إلى قسمين، قسم من ضمن سلطنة عمان وقسم ضمن الإمارات العربية المتحدة.

### عمان
هي محافظة مسندم محاطة بدولة الإمارات العربية المتحدة وتقسم إلى أربع ولايات، ثلاث منها تقع في شبه جزيرة مسندم.

#### ولايات محافظة مسندم
- ولاية بخا
- ولاية خصب
- ولاية دباء
- ولاية مدحاء (خارج شبه جزيرة مسندم، وهي مُحاطة بأراضي دولة الإمارات من كل الجهات)

من أهم مدن وقرى عمان في شبه جزيرة مسندم: خصب وبخا ودبا عمان.

### الإمارات
هو جزء صغير من رأس الخيمة، وهو الجزء الأكثر نشاطاً من رأس الخيمة وفيه تقع مدنها وقراها.
القرى والمدن التابعة لرأس الخيمة في شبه جزيرة مسندم :
- رأس الخيمة.
- المعيريض.
- خور خوير.
- الظيت.
- شعم.
- و شحوح.
  - الرمس.
- غليلة والجير وظاية وشمل والغيد والمطاف.

## معرض صور

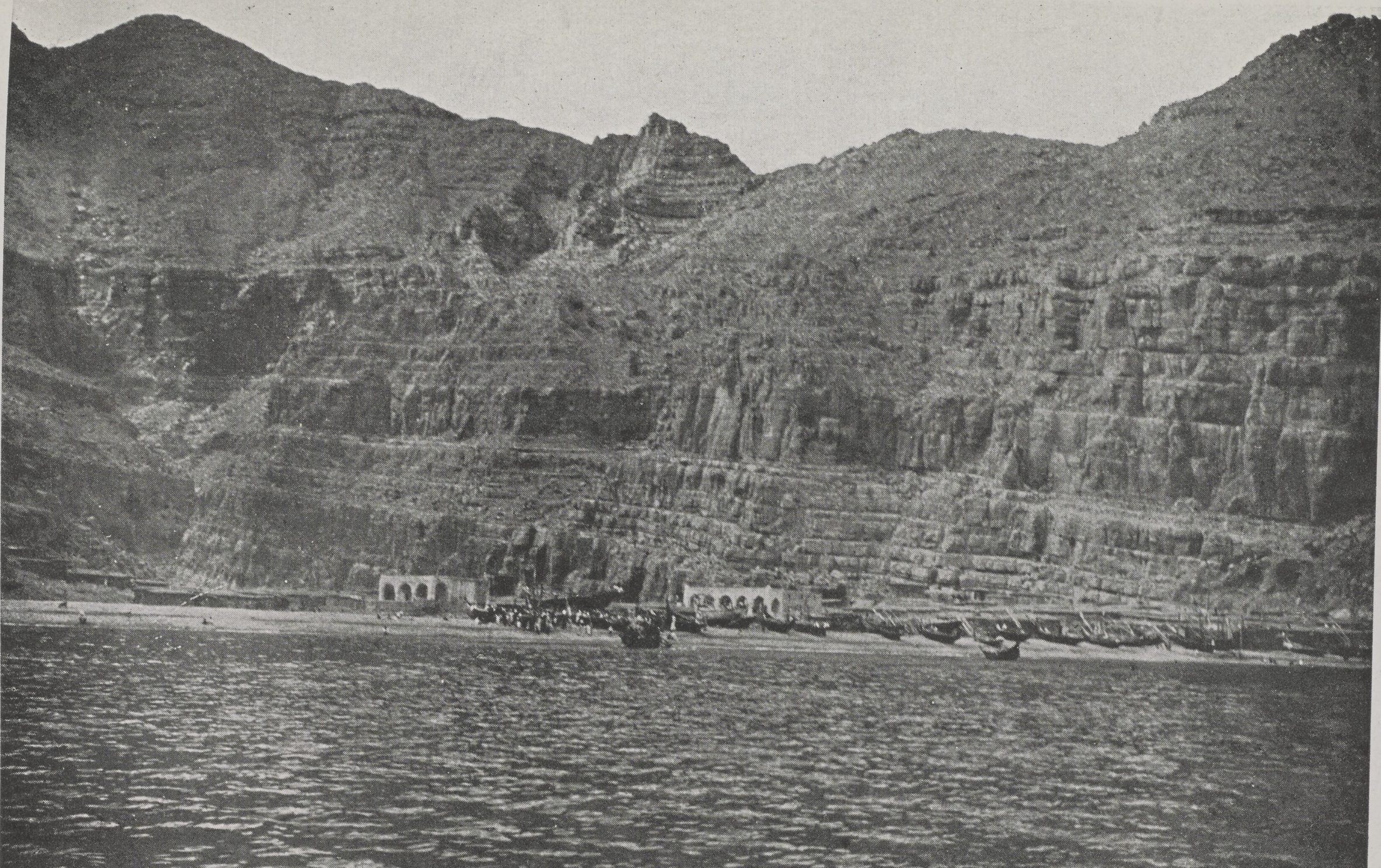
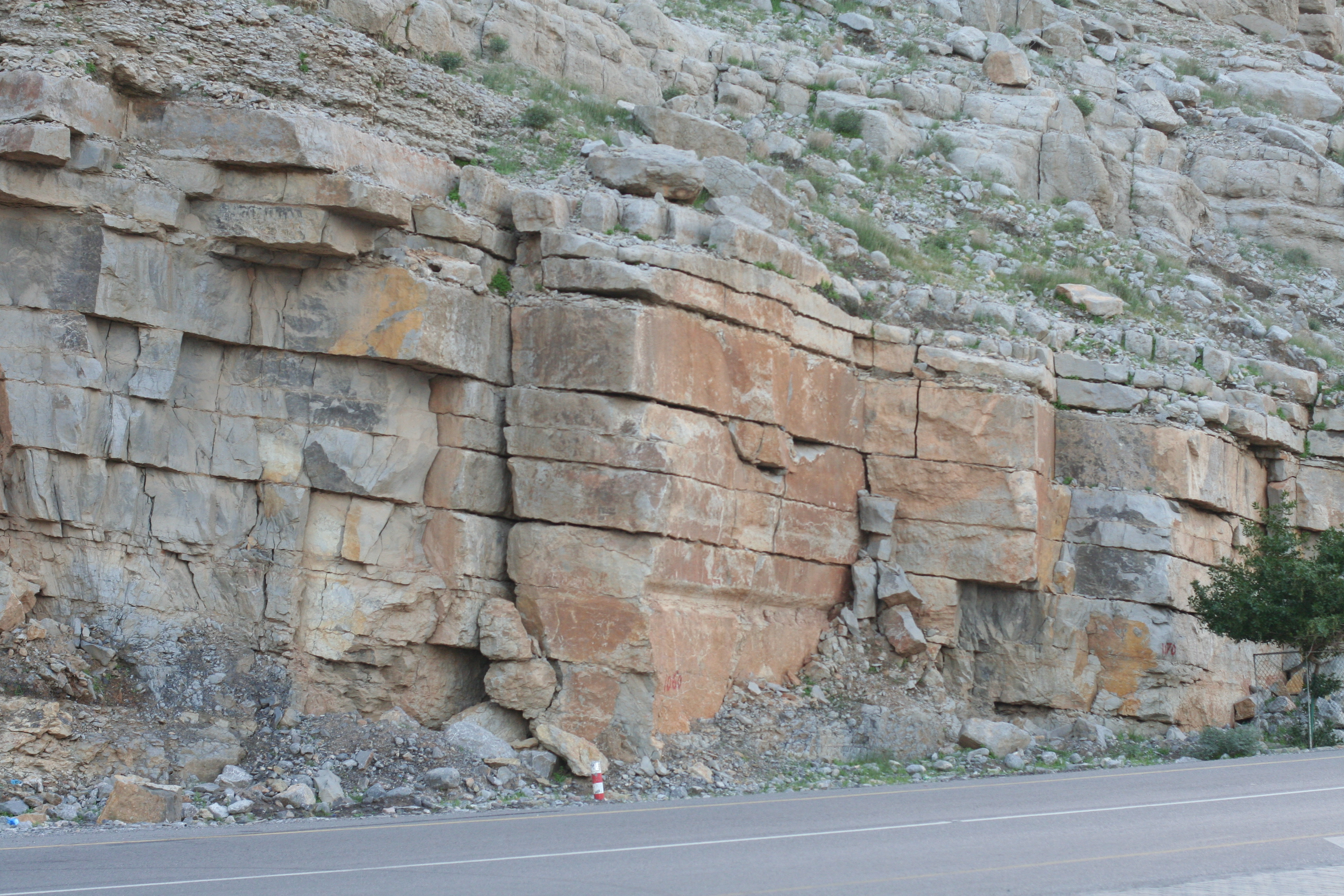
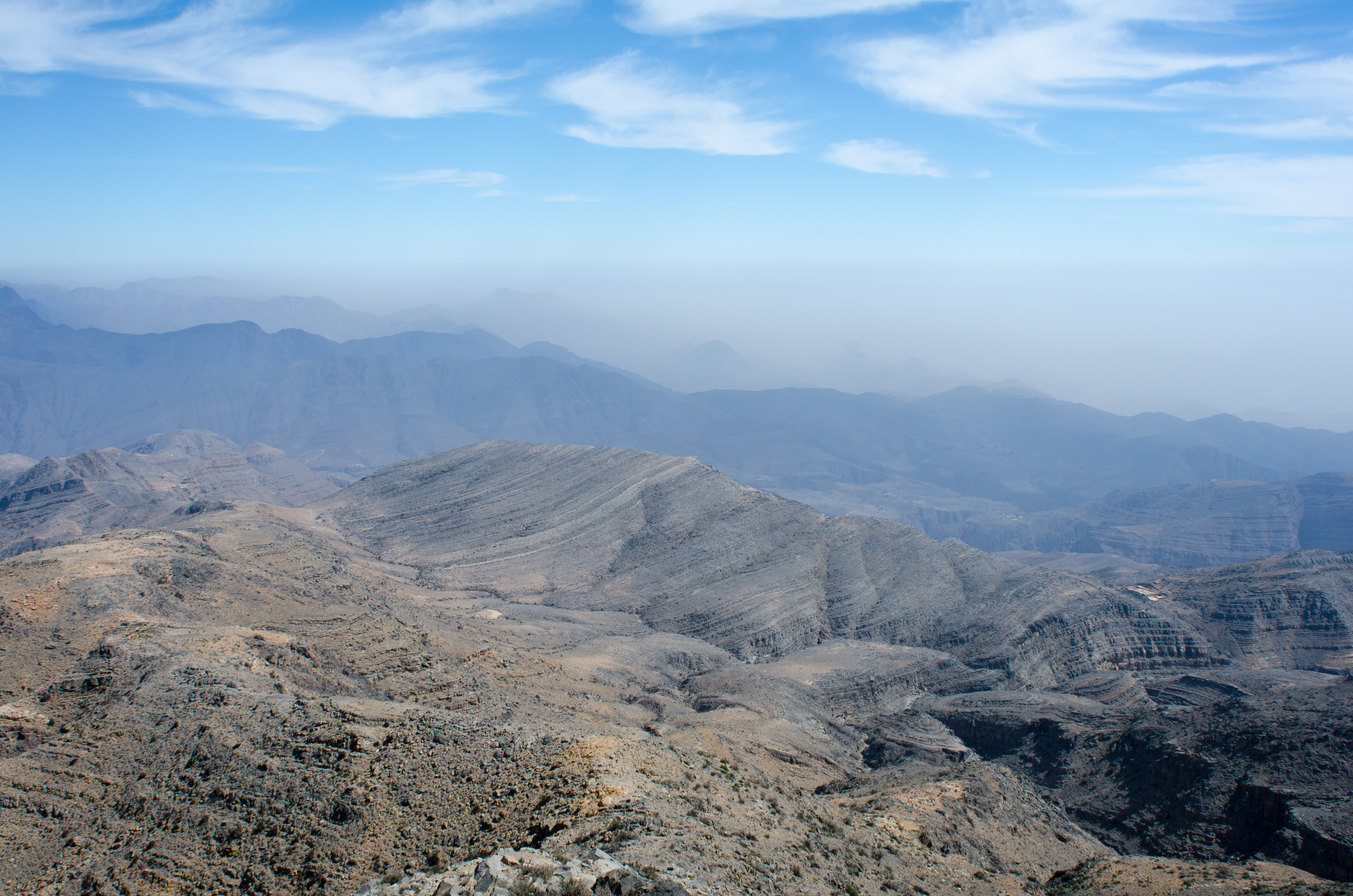
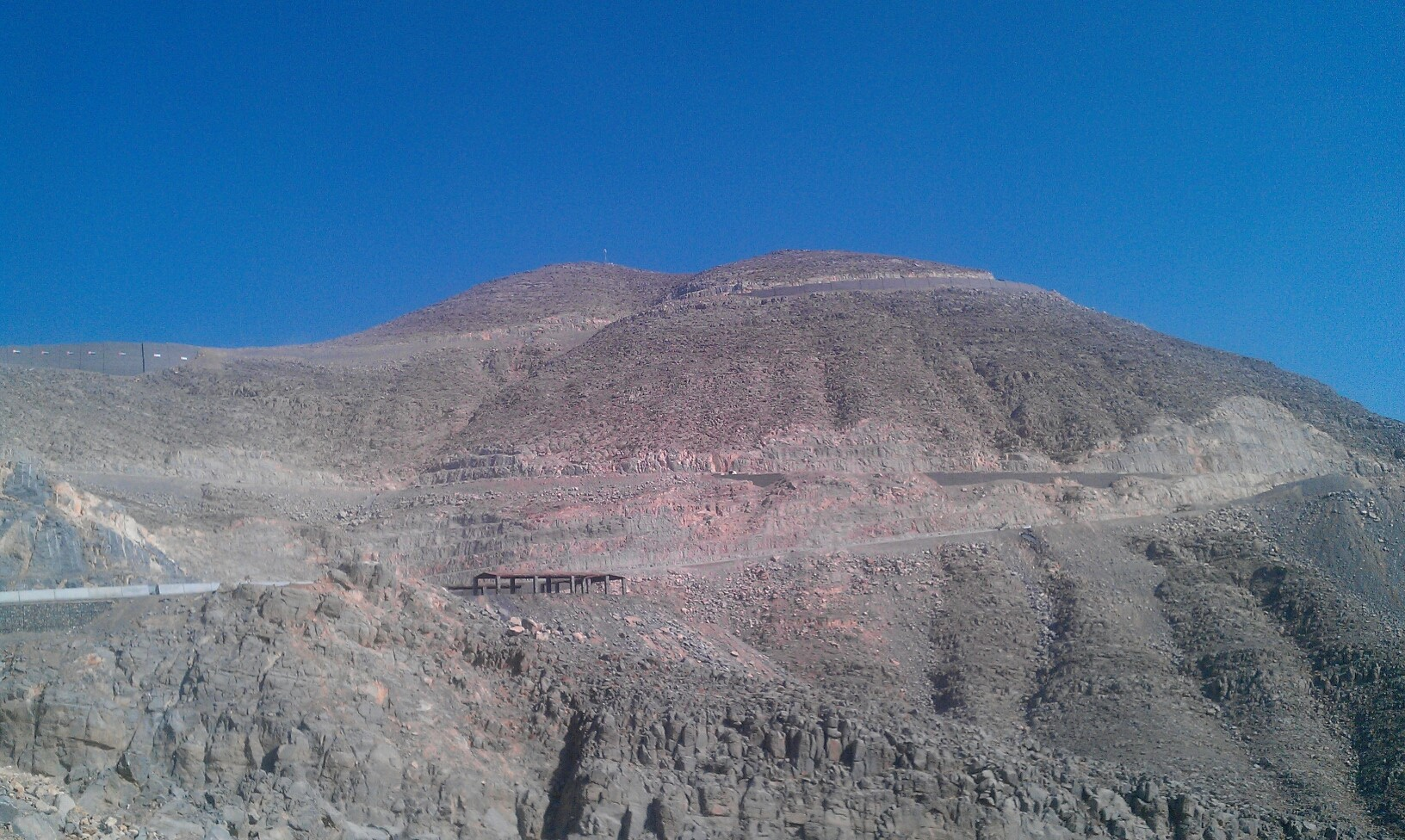

## وصلات خارجية
- رابط خارجي للمعلومات التفصيلية.
- مُسندم.. جزر جبلية تحتضن «الشحوح» وتحرس المضيق استطلاع مصور من مجلة العربي.